# Пайарык
Пайары́к (узб. Payariq / Пайариқ, ранее — Фёдоровка, Нарима́новка) — город, административный центр Пайарыкского района Самаркандской области Узбекистана.

## История
С 1880-х годов на месте современного Пайарыка существовало поселение переселенцев из России. Оно носило название Фёдоровка и Каталас. Затем вплоть до 1991 года населённый пункт имел статус посёлка и назывался Наримановка. В 1991 году преобразован в город и получил современное название.

## Этимология названия
Название Пайарык дано по каналу (арыку) Пайарык или Пай, текущему по территории Пайарыкского района. Канал проходит восточнее и севернее города, непосредственно на его берегах населённый пункт не стоит.

## Расположение
Город расположен на склонах Главного Нуратинского хребта, на средней высоте в 610 м над уровнем моря. Расстояние до областного центра Самарканда составляет 43 км, расстояние до ближайшей железнодорожной станции Улугбек — 40 км.

## Население
По состоянию на 2003 год, население Пайарыка оценивалось в 11 500 человек.

## Инфраструктура
В Пайарыке расположено здание администрации Пайарыкского района, а также здания других административных и государственных органов. По состоянию на середину 2000-х годов в городе имелись производственные предприятия, автоколонна, рынок, 3 общеобразовательные школы, профессиональный колледж сельского хозяйства, машинно-тракторный парк, дом культуры, центральная библиотека, парк культуры и отдыха, целый ряд медицинских учреждений (центральная больница, отделение скорой помощи, поликлиника, 4 аптеки, магазин оптики).